# Vera&John
Vera&John là một sòng bạc trực tuyến có trụ sở chính tại Malta. Vera&John được điều hành bởi Công ty TNHH Dumarca Gaming có công ty mẹ là Tập đoàn Dumarca đã được Công ty TNHH Tập đoàn Intertain mua lại vào năm 2015. Công ty TNHH Tập đoàn Intertain được niêm yết trên sàn chứng khoán Toronto. Vera&John được cấp phép và quy định bởi Cơ quan Cá cược Malta và Ủy ban Cờ bạc Vương quốc Anh. Vera&John được thành lập bởi Jörgen Nordlund, trước đây được biết đến với việc sáng lập ra Maria Bingo đã được Unibet mua lại với giá 54 triệu Bảng Anh vào năm 2007.

## Tóm tắt Lịch sử
- 2010 - Sòng bạc Vera&John được khai trương, chủ yếu nhắm vào thị trường cá cược của Scandinavi với các trò chơi từ Betsoft, Microgaming và NYX Gaming.
- 2011 - Các trò chơi của Net Entertainment đã được bổ sung vào danh sách lựa chọn trò chơi của Vera&John.
- 2013 - Các trò chơi của Yggdrasil Gaming có mặt tại sòng bạc của Vera&John.[5]
- 2014 - Vera&John tuyên bố là sòng bạc trực tuyến hợp pháp đầu tiên chấp nhận Bitcoin làm lựa chọn thanh toán, chỉ để rồi tạm ngừng phương thức thanh toán Bitcoin 3 tháng sau đó.[6][7]
- 2015 - Vera&John được Công ty TNHH Tập đoàn Intertain mua lại với giá lên đến 89,1 triệu Euro.[8]